# Adolphe Benoît Blaise
Adolphe Benoît Blaise (fallecido hacia 1772) fue un fagotista y compositor francés. 

## Carrera
Entró en la orquesta de la Comédie-Italienne en 1737 y compuso la música para Le petit maistre en 1738. En 1743, fue director de orquesta de la Foire Saint-Laurent y en 1744 de la de la Foire Saint-Germain. En 1760, se hizo cargo de la dirección de orquesta de la Comédie-Italienne y compuso numerosos ballets, divertissements, danzas, parodias, pantomimas y sobre todo la música de tres comedias con gran éxito de Favart: Annette et Lubin (1762), Isabelle et Gertrude (1765) y La Rosière de Salency (1770).